# Otto-Hahn-Gymnasium (Geesthacht)
Das Otto-Hahn-Gymnasium (kurz: OHG) ist das einzige Gymnasium in Geesthacht. 54 Lehrer unterrichten von der fünften Klasse bis zum Abitur etwa 900 Schüler aus dem größeren Umfeld Geesthachts und Lauenburgs. Als Europaschule ist sie stark dem internationalen Austausch verpflichtet.

## Geschichte
Das OHG startete 1940 den Schulbetrieb als Zubringerschule für die Hansa-Oberschule in Hamburg-Bergedorf. Sie war die erste weiterführende Schule Geesthachts. Dies war besonders notwendig aufgrund der Vergrößerung der Stadt am 1. Oktober 1939. Eigentlich war sie nur für Jungen ausgewiesen, dennoch bestand die Schülerschaft aus 22 Jungen und 11 Mädchen.
1963 bekam das Gymnasium die erste Turnhalle. 1968 wurde der naturwissenschaftliche Trakt eingeweiht. Verbunden mit der Einweihung des Traktes wurde der neue Name gefeiert. Ab dem 30. Juli 1968 hieß die Schule Otto-Hahn-Gymnasium (OHG) nach dem Nobelpreisträger Otto Hahn.
In den 1970er Jahren hatte auch das OHG Probleme mit den Auswirkungen der 68er-Bewegung, ebenso mit Lehrer- und Platzmangel. Andererseits tätigte die Schule einige wichtige Anschaffungen, z. B. den ersten Computer (1970), ein Sprachlabor (1974) und eine Fotokopieranlage (1975). 1977 wurden acht weitere Klassenräume errichtet. Hierzu war es notwendig, den Sportplatz um 90 Grad zu versetzen. Ende der 1970er Jahre wurde der Umbau der Schule beschlossen und auch durchgeführt. In dieser Zeit wurde der Unterricht in verschiedenen Räumlichkeiten abgehalten. Vom alten Gebäude blieb nur ein Turm erhalten, der sich vorher auf dem Dach der Schule befunden hatte. Dieser Turm hat einen neuen Platz auf dem heutigen Schulhof gefunden. Der Bau war 1981 abgeschlossen.
1984 wurde die neue große Sporthalle fertiggestellt. In der Mitte der 1980er Jahre wurde der schulfreie Samstag eingeführt. Heutzutage unterhält die Schule mehrere Partnerschaften mit Schulen im Ausland und hat 1996 den Titel „Europaschule“ verliehen bekommen. Soziales Engagement zeigt die Schülerschaft, sie spendet z. B. die Einnahmen des jährlichen Weihnachtsbasares sozialen Hilfsorganisationen; außerdem nahmen Schüler 1997 an einer Aktion „Schüler helfen Leben“ teil, im Rahmen derer sie einen Schultag arbeiteten und das verdiente Geld spendeten.
Seit 2011 hat das Otto-Hahn-Gymnasium seine eigene Schulzeitung, das „Euforum“.

### Dönitz-Affäre
Uwe Barschel, der damalige Schülersprecher des Gymnasiums und spätere Ministerpräsident Schleswig-Holsteins, lud für den 22. Januar 1963 auf Anregung seines mit dem Nationalsozialismus sympathisierenden Geschichtslehrers und CDU-Landespolitikers Heinrich Kock den Großadmiral und als Nachfolger Hitlers eingesetzten letzten Reichspräsidenten Karl Dönitz ein, vor den Schülern der Klassen 9 bis 13 über das Thema Der 30. Januar 1933 und seine Folgen zu referieren. Dönitz war als Kriegsverbrecher im Nürnberger Prozess gegen die Hauptkriegsverbrecher zu zehn Jahren Gefängnis verurteilt worden. Der einzige anwesende Journalist, der Geesthachter Lokalredakteur Karl Mührl, der gleichzeitig ein Bekannter von Dönitz und Kock war, berichtete auf einer Sonderseite der Bergedorfer Zeitung über die „Unterrichtsstunde“: „Wir spürten es: Karl Dönitz hatte seine helle Freude an dieser Jugend. Sie hatte einen klaren Fragenkomplex zur Hand. Und der Großadmiral blieb ihr nichts schuldig. Seine Antworten waren klar und sachlich. Genau eine Stunde und 30 Minuten dauerte diese Veranstaltung, die sicher auch für die anwesenden Lehrer des Gymnasiums ein besonderes Erlebnis, für die Schüler aber in jedem Falle Geschichtsunterricht in höchster Vollendung gewesen sein dürfte.“  Dieser Vorgang rief einen handfesten Skandal hervor: Überregionale und internationale Medien wie Die Zeit, Der Spiegel und Le Monde berichteten. Dönitz’ militaristische und den Nationalsozialismus verherrlichende Ausführungen führten zu einem politischen Skandal. Der Schulleiter des Gymnasiums Georg Rühsen (* 1906) beging nach unglücklichem Umgang mit dem Eklat Suizid.

## Persönlichkeiten

### Schüler
- Kofi Ansuhenne (* 1973), Musiker
- Uwe Bahn (* 1958), NDR-Moderator
- Uwe Barschel (1944–1987), Ministerpräsident von Schleswig-Holstein
- Mirko Bonné (* 1965), Schriftsteller und Übersetzer
- Vera Cordes (* 1961),  NDR-Moderatorin
- Iftikhar Malik (* 1990), Politiker (SPD)
- Frank Schwalba-Hoth (* 1952), Politiker (Bündnis 90/Die Grünen)
- Gerhard Strate (* 1950), Rechtsanwalt
- Stefan Warbeck (* 1966), Hörfunkredakteur

### Lehrer
- Heinrich Kock (1913–1998), CDU-Politiker und Oberleutnant a. D. (Studienrat)
- Alfred Schulz  (1928–2011), SPD-Politiker, Vizepräsident Landtag Schleswig-Holstein